# Kutb
Kutb (arab. oś, biegun) - w sufizmie termin odnoszący się do najwyższego w hierarchii mistrza duchowego. 
Według niektórych doktryn sufickich (np. Ibn Arabiego) w mistycznej hierarchii Kutb jest głową zarówno proroków jak i świętych (aulija). Jest on ucieleśniony w "Człowieku doskonałym", który jest indywidualną ekspresją boskiego "Słowa". Jako "biegun", "oś świata", Kutb jest dla niego źródłem życia i energii, tak jak Słońce jest nim dla układu słonecznego. To właśnie poprzez każdorazowego Kutba Bóg jest obecny w świecie, pozostawiając w nim kogoś kto będzie prowadził do niego i pośredniczył pomiędzy nim a ludźmi. Obecność Kutba jest konieczna dla istnienia świata. W pewnym sensie każdy mistrz suficki, a nawet każdy muzułmanin postępujący na duchowej ścieżce jest swoistym regionalnym kutbem, który jest centrum życia danego regionu. Według niektórych autorów szyickich, np. Hajdara al-Amuliego, przez kutba należy rozumieć imama. Stan bycia kutbem nazywa się Kutubijjat.
Meher Baba wykorzystywał termin kutb w odniesieniu do pięciu hinduistycznych i sufickich świętych: Shirdi Sai Baby, Upasni Maharadża, Hazrat Babadżan, Tadźuddin Baby i Ganadżan Maharadża.